# Cephalodella asarcia
Cephalodella asarcia is een raderdiertjessoort uit de familie Notommatidae. De wetenschappelijke naam van deze soort is voor het eerst geldig gepubliceerd in 1942 door Myers.